# Hwasong-18
Hwasong-18 (także Hwasongpho-18; kor. 화성포-18) — pierwszy północnokoreański międzykontynentalny pocisk balistyczny na paliwo stałe. Testowany był także jako pocisk balistyczny pośredniego zasięgu (IRBM/HS-18). Został zaprezentowany po raz pierwszy 8 lutego 2023 na paradzie wojskowej z okazji siedemdziesięciopięciolecia utworzenia Koreańskiej Armii Ludowej, na której pojawiły się 4 takie pociski. 

## Testy

### Pierwszy test
13 kwietnia 2023 około godziny 7:22 czasu lokalnego odbyła się pierwsza próba pocisku. Wystrzelenie nastąpiło z okolic Pjongjangu. Pocisk znajdował się w powietrzu przez 58 minut, po czym rozbił się w morzu Japońskim. Podczas testu, rakieta leciała nietypową trajektorią, a także celowo opóźniano zapłon kolejnych jej stopni w związku z czym trudno jest na jego podstawie ustalić jej zasięg. Koreańskie media rządowe twierdzą, że głównym celem próby było sprawdzenie poprawnego działania silników na paliwo stałe oraz separacji stopni rakiety oraz zapewniają że test ten nie stanowił zagrożenia dla sąsiednich krajów.

### Drugi test
Drugi test odbył się 12 lipca 2023 i miał na celu zaprezentowanie maksymalnego zasięgu pocisku. Wystrzelenie zostało przeprowadzone z tego samego miejsca co pierwszy test. Lot trwał 4491 sekund, pocisk przeleciał 1001,2 km i osiągnął pułap maksymalny 6648,4 km.

### Trzeci test
18 grudnia 2023 odbył się trzeci test. Pocisk przeleciał około 1000 km i osiągnął maksymalny pułap 6518,2 km. Lot pocisku trwał około 73 minut.

### Czwarty test
Czwarty test odbył się 14 stycznia 2024 roku. Pocisk użyty w tym teście różnił się znacząco od tych z testów wcześniejszych. W jego konstrukcji użyto dwóch z trzech stopni typowego pocisku Hwasong-18, zmniejszając jego zasięg z międzykontynentalnego do pośredniego, w związku z tym analitycy odróżniają ten model od wcześniejszych, zazwyczaj oznaczając go jako IRBM/HS-18. Oprócz samego pocisku, test miał na celu przetestowanie głowicy typu MaRV, testowanej także wcześniej jako głowica pocisku Hwasong-12. Pocisk wystrzelono z okolic Pjongjangu w stronę morza Japońskiego, przeleciał około 1000 km i osiągnął pułap 50 km.